# شرح تفصیلی پیمان
شرح تفصیلی پیمان عنوان کتابی است نوشتهٔ ابراهیم اسماعیلی هریسی وکیل دادگستری، که به‌طور مشروح به شرایط عمومی و خصوصی پیمان، همچنین تشریح و نقد حقوقی مبانی پیمان می‌پردازد.